# Saidy Janko
Saidy Janko (født 22. oktober 1995) er en schweizisk-gambiansk professionel fodboldspiller, som spiller for den Schweiziske Super League-klub Young Boys og Gambias landshold.

## Klubkarriere

### Manchester United
Janko begyndte sin karriere med FC Zürich, før han skiftede til Manchester United i september 2013. Han gjorde sin professionelle debut i august 2014.
Janko blev i februar 2015 udlejet til Bolton Wanderers som del af en aftale som sendte Andy Kellett den anden vej.

### Celtic
Skotske Celtic annoncerede i juni 2015, at Janko havde skrevet under på en fireårig kontrakt med klubben. Han fik sin debut for klubben den 10. juli, da han blev skiftet ind efter 75 minutter i Celtics 1-0-sejr over Real Sociedad i en venskabskamp som optakt til sæsonen. Janko fik sin debut i ligaen den 1. august, da han kom ind i anden halvleg i Celtics 2-0-sejr over Ross County i sæsonens første kamp.
Han blev i august 2016 udlejet til Barnsley for 2016-17 sæsonen.

### Saint-Étienne
Janko skiftede i juli 2017 til Saint-Étienne.

### FC Porto
Janko skiftede i juli 2018 til FC Porto. Han spillede ikke en kamp for Porto, før han i august af samme år blev udlejet til Nottingham Forest.
Han blev igen udlejet i juli 2019, denne gang til Young Boys i hans hjemland.

### Real Valladolid
Janko skiftede i oktober 2020 til Real Valladolid.
Han blev i juni 2022 udlejet til VfL Bochum. Som del af lejeaftalen var der en købsoption.

### Young Boys
Janko skiftede i juni 2023 til Young Boys, som han tidligere havde spillet for på en lejeaftale, på en permanent aftale.

## Landsholdskarriere

### Schweiz
Janko har repræsenteret Schweiz på flere ungdomsniveauer.

### Gambia
Janko besluttede i 2021 at skifte til sin fars fødeland, og repræsentere Gambia. Han debuterede for Gambias landshold den 9. oktober 2021.

## Privat
Janko er født i Schweiz til en far fra Gambia og en mor fra Italien.

## Titler
Celtic
- Scottish Premiership: 2 (2015-16, 2016-17)
- Scottish Cup: 1 (2016-17)

Young Boys
- Schweiziske Super League: 1 (2019-20)
- Schweiziske Cup: 1 (2019-20)